# Vittorio Del Carretto di Balestrino
Vittorio Del Carretto di Balestrino (Genova, 24 ottobre 1818 – Genova, 8 marzo 1893) è stato un politico italiano.

## Biografia
Fu Deputato del Regno di Sardegna nella IV e nella VI legislatura. Era stato eletto anche nella III, ma l'elezione fu annullata per irregolarità il 29 settembre 1849. L'elezione fu ripetuta, venne nuovamente eletto, ma lo scioglimento della Camera gli impedì di entrare in carica.